# Vaalbuikmaina
De vaalbuikmaina (Acridotheres cinereus) is een vogelsoort uit de familie Sturnidae.

## Verspreiding en leefgebied
Deze soort is endemisch op Celebes, een eiland van Indonesië.